# 文和王后
文和王后（문화왕후，?—?）金氏，善州人，贈侍中金元崇之女。
金氏嫁給高麗成宗王治，初稱延興宮主或稱玄德宮主。生元貞王后。高麗顯宗二十年（1029年）四月封爲大妃，九月贈元崇特進、守大尉、兼侍中、上柱國、和義郡開國侯、食邑一千五百戶，母王氏和義郡大夫人，祖光義尙書左僕射、上柱國、和義縣開國伯、食邑七百戶，祖母金氏和義郡大夫人。后薨諡號文和王后。

## 家族
- 父：金元崇（朝鲜语：김원숭）
- 母：和義郡大夫人王氏
- 夫：高麗成宗王治
- 女：元貞王后金氏（高丽显宗王后）

## 电视剧
- 《千秋太后》文晶熙（少年：金敏智）扮演文和王后